# Alaköl-Biosphärenreservat
Das Alaköl-Biosphärenreservat (kasachisch Алакөл-Сасықкөл көлдерінің биосфералық қорығы, russisch Алакольский природный заповедник) ist ein Biosphärenreservat im östlichsten Teil Kasachstans nahe der Grenze zur Volksrepublik China. Es erstreckt sich durch Teile der Provinzen Schetissu und Abai. Die nächstgelegenen Städte sind Ürschar in Kasachstan sowie die kreisfreie Stadt Tacheng des Regierungsbezirks Tacheng, der zum Kasachischen Autonomen Bezirk Ili im Uigurischen Autonomen Gebiet Xinjiang der Volksrepublik China gehört.
Das Alaköl-Biosphärenreservat wurde im Jahr 2013 von der UNESCO im Rahmen des Man and the Biosphere Programme (Der Mensch und die Biosphäre) als Biosphere Reserve anerkannt. Es umfasst eine Fläche von rund 193.100 Hektar. Verwaltet wird es von der Alakol State Nature Reserve. Im Biosphärenreservat leben etwa 33.000 Menschen. Die lokale Wirtschaft basiert in erster Linie auf der Landwirtschaft und Viehzucht. Zucker- und Fischfabriken stellen eine wichtige Beschäftigungsgrundlage für die Bevölkerung dar. Die drei größten Seen im Biosphärenreservat sind für die Fischereiwirtschaft bedeutend. Die Seen ziehen in den Sommermonaten viele Besucher an. Der Bau eines Besucherzentrums ist in Planung. Das Ökosystem der Seenlandschaft ist zuweilen von illegaler Jagd, illegalem Angeln, unkontrollierter Wasserabsaugung, Rinderhaltung, ungehemmten Tourismus und Buschfeuern negativ betroffen.
Das Alaköl-Biosphärenreservat befindet sich in einer tektonischen Vertiefung und beinhaltet 529 von kleinen Flüssen und Bächen gespeiste Seen, die von Salzwasser bis zu Süßwasser reichen. Der größte See ist der Alakölsee. Das Gelände enthält außerdem Feuchtgebiete, Wüsten, Steppen, Wälder, Strauchlandschaften, Tiefland und Bergregionen.
Das Biosphärenreservat liegt auf der zentralen Asiatisch-indischen Vogelmigrationsstraße und ist ein Feuchtgebiet von globaler Bedeutung als Lebensraum und Aggregationsstelle für Wasservögel. Es wurden 342 verschiedene Vogelarten registriert, von denen 203 Brutvögel sind. Hierbei sind im Besonderen der Krauskopfpelikan (Pelecanus crispus), der Löffler (Platalea leucorodia), der Rosaflamingo (Phoenicopterus roseus) und die Moorente (Aythya nyroca) zu nennen. Nachfolgende Bilder, die in anderen Regionen aufgenommen wurden, zeigen beispielhaft typische Vogelarten, die regelmäßig auch im Alaköl-Biosphärenreservat nisten.

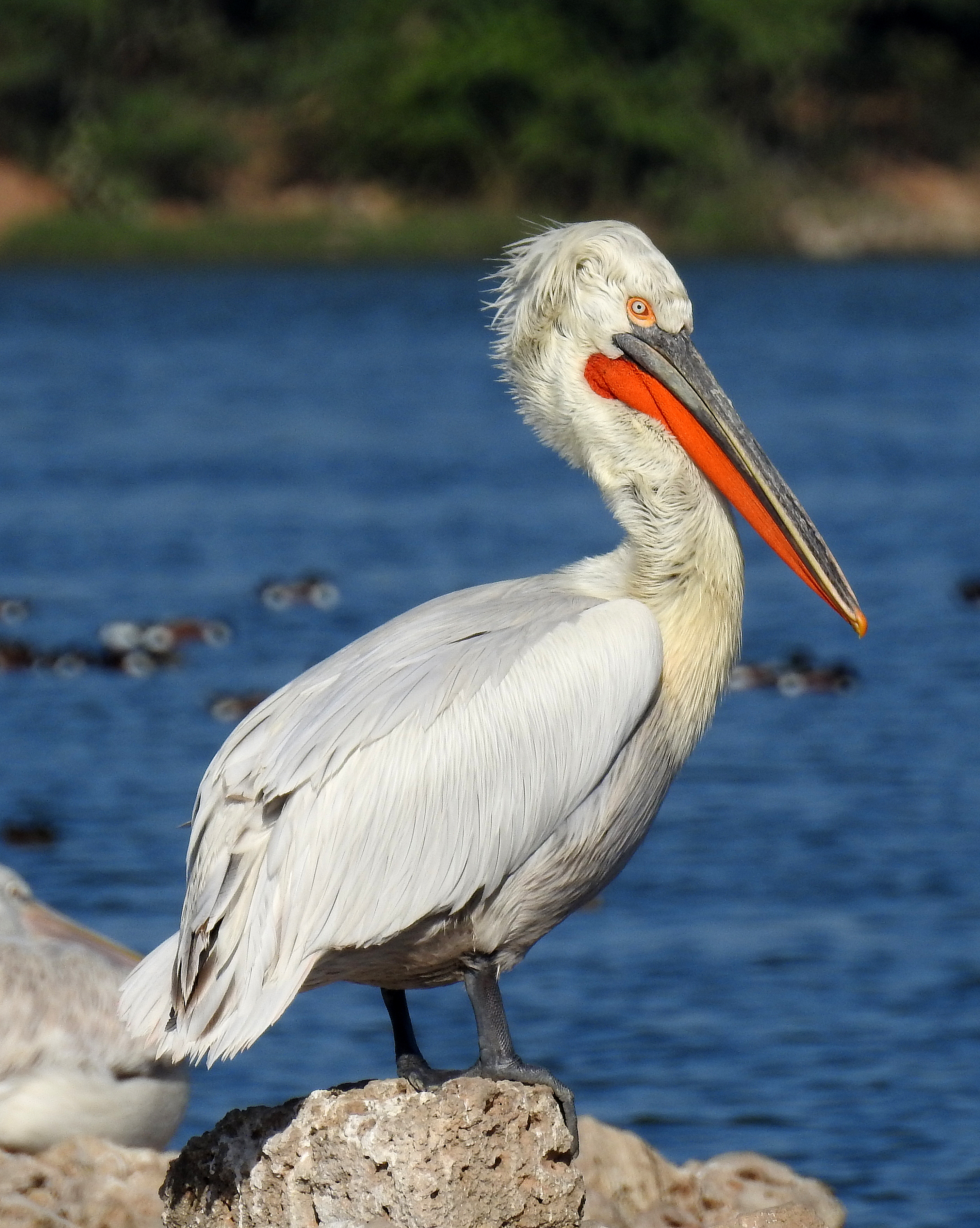
Krauskopfpelikan (Pelecanus crispus)
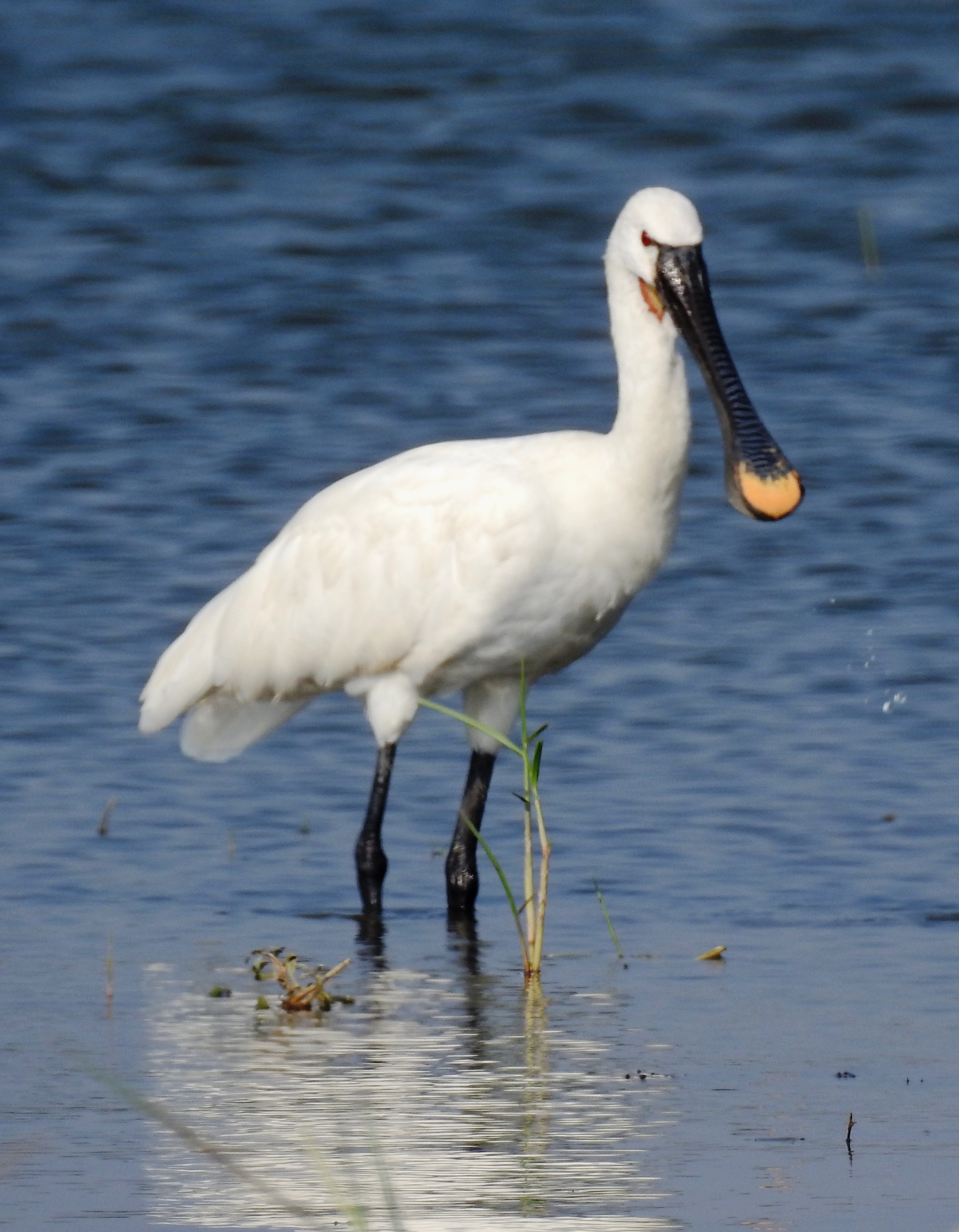
Löffler (Platalea leucorodia)
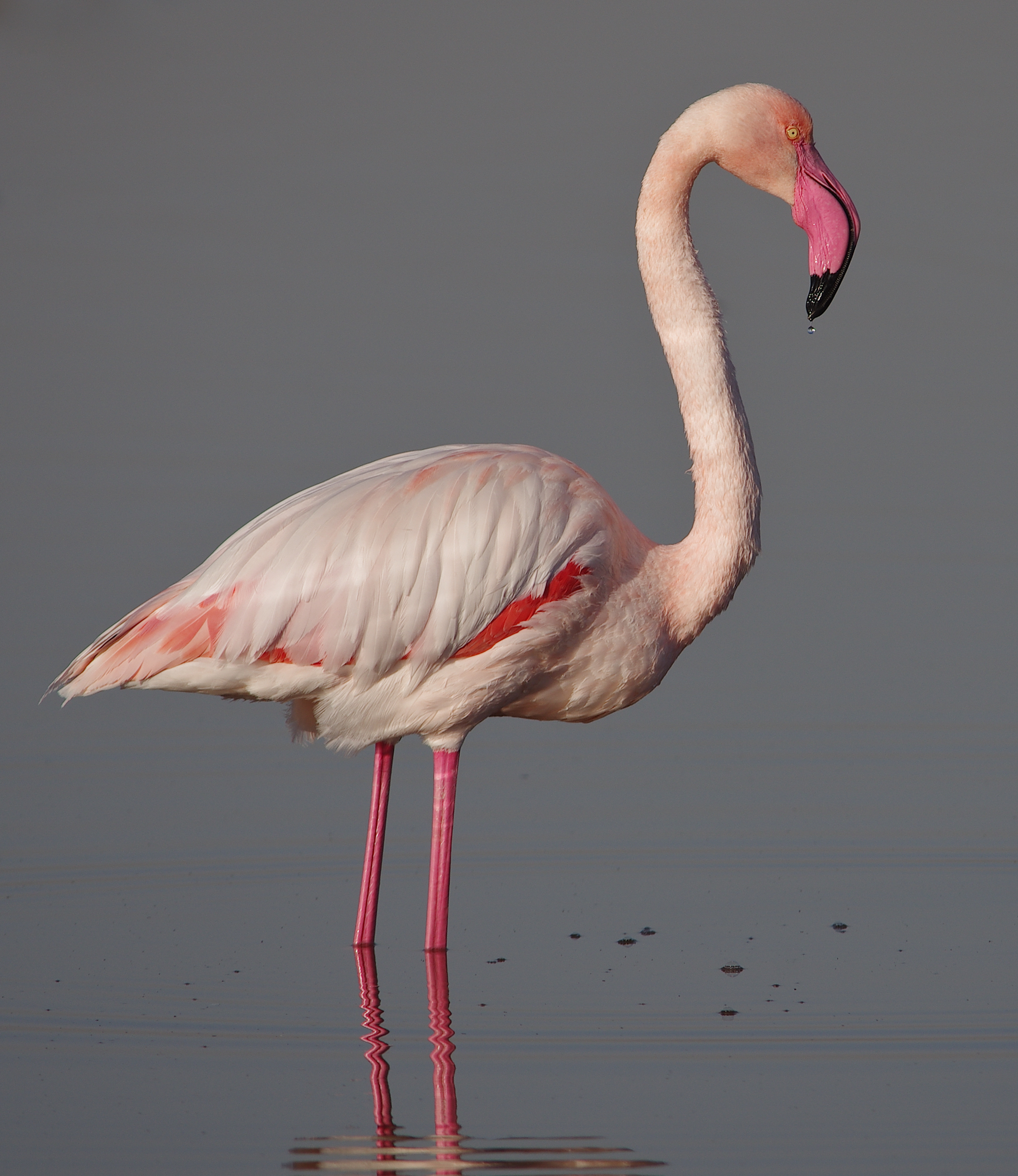
Rosaflamingo (Phoenicopterus roseus)
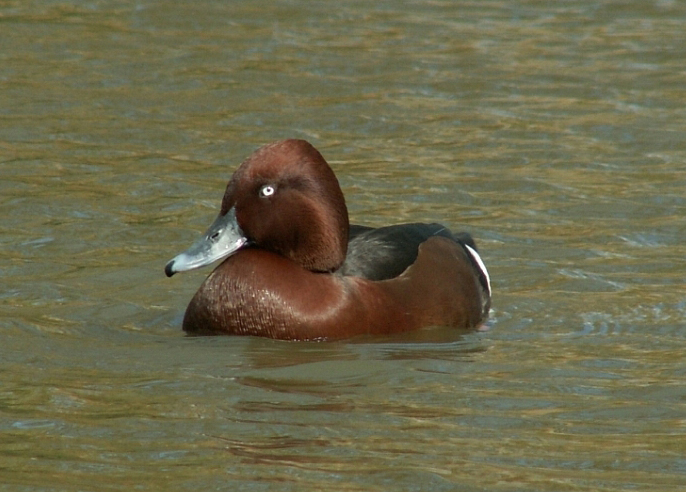
Moorente (Aythya nyroca), Männchen

Neben seltenen Vogelarten leben in den Seen viele endemische Fischarten und Lebende Fossilien. Das Gelände wird auch von gefährdeten Säugetierarten bewohnt, dazu zählen die Kropfgazelle (Gazella subgutturosa) und der Tigeriltis (Vormela peregusna). Auf der Landfläche des Biosphärenreservats wachsen 678 Pflanzenarten. Besonders hervorzuheben sind die seltenen Tulipa kolpakowskiana  und Tulipa brachystemon. Weitere 25 Arten sind der Wasserflora zuzurechnen.